# NGC 3842
NGC 3842 és una galàxia el·líptica a la constel·lació del Lleó. És notable per contenir un dels forats negres més grans coneguts. S'ha informat que té una massa de 9.700 milions de masses solars. La galàxia va ser descoberta per William Herschel. Es troba a aproximadament 331 milions d'anys-llum de la Terra.